# Suchosaurus
Suchosaurus ("lagarto cocodrilo") es un género dudoso con posiblemente dos especies de dinosaurios terópodos espinosáuridos que vivieron a principios y mediados del período Cretácico, desde 139 a 122 millones de años, entre el Valanginiense al Aptiense, en lo que es hoy Europa. Originalmente fue considerado un género de cocodrilo. El material tipo solo consiste de dientes. Dos especies se han asignado al género, el material tipo, proveniente de Inglaterra, fue utilizado por el paleontólogo británico Richard Owen para nombrar la especie  Suchosaurus cultridens en 1841.  Más tarde, en 1897, el paleontólogo francés Henri-Émile Sauvage nombró una segunda especie, Suchosaurus girardi, basándose en dos fragmentos de la mandíbula y un diente descubiertos en Portugal, aunque este material fue reclasificado por Buffetaut como Baryonyx walkeri. Suchosaurus es posiblemente un sinónimo principal del espinosáurido contemporáneo Baryonyx , pero generalmente se considera un nombre dudoso debido a la escasez de sus restos, y se considera un barioniquino indeterminado.  Aunque existen algunas diferencias entre estos dientes, estas pueden o no representar variación individual entre especímenes. Suchosaurus fue considerado como nomen dubium por Mateus et al. en 2011. En 2012, el paleontólogo de vertebrados estadounidense Thomas R. Holtz Jr. estimó tentativamente a Suchosaurus en alrededor de 10 metros de largo y pesando entre 1 y 4 toneladas. Y en 2016, los paleontólogos españoles Molina-Pérez y Larramendi estimaron S. cultridens en aproximadamente 8,6 metros de largo, 2,15 de alto en las caderas y pesando 1,4 toneladas. Los dientes de Suchosaurus girardi eran curvos, de sección transversal ovalada, y tenían raíces altas que eran una vez y media más altas que la corona. Sus dientes, como algunos otros espinosáuridos, tenían ranuras longitudinales, en S. girardi, había ocho ranuras en el lado lingual, que miraba hacia el interior de la menos distingibles en el lado labial,que miraba hacia el exterior de la boca. El esmalte dental , o capa más externa, tenía una textura arrugada microscópica.